# Pokomandya haplomyzae
Pokomandya haplomyzae är en stekelart som beskrevs av Fischer 2005. Pokomandya haplomyzae ingår i släktet Pokomandya och familjen bracksteklar. Inga underarter finns listade i Catalogue of Life.